# Sphaeriodiscus inaequalis
Sphaeriodiscus inaequalis är en sjöstjärneart som först beskrevs av Gray 1847.  Sphaeriodiscus inaequalis ingår i släktet Sphaeriodiscus och familjen ledsjöstjärnor. Inga underarter finns listade i Catalogue of Life.